# Frederik Castonier
Frederik Julius Christian Castonier (16. april 1761 i Fredericia – 20. maj 1838 sammesteds) var en dansk officer.
Han var en søn af Heinrich Sigismund Castonier, skænkedes officersfelttegnet på vuggen som faddergave af Frederik V og Juliane Marie, efter hvem han er opkaldt. 1762 blev han fændrik ved Danske Livregiment, 1763 ved Livgarden, 1770 sekondløjtnant ved Danske Livregiment, 1772 premierløjtnant, 1782 forsat til møenske regiment og samme år kaptajn, 1785 forsat til jyske infanteriregiment og derfra 1790 til fynske infanteriregiment, 1798 major, 1805 oberstløjtnant, 1810 oberst. 1812 indlemmedes den bataljon af regimentet, som han kommanderede, i den på sydgrænsen opstillede armédivision, og han deltog med hæder i dennes kampe det følgende år, i hvilket han udnævntes til chef for 3. jyske infanteriregiment. 1815 blev han Ridder af Dannebrog og førte brigade i det første auxiliærkorps, der drog mod Frankrig, blev 1817 generalmajor, 1819 chef for fynske infanteriregiment og kommandant i Fredericia, 1823 kommanderende general ad interim i Nørrejylland, 1824 Dannebrogsmand, 1826 hædret med Kommandørkorset, 1829 med Storkorset af Dannebrog og 1834 udnævnt til generalløjtnant.
Castonier har et smukt lov på sig som en dygtig soldat og en hædersmand i alle måder. Nedad til førte han et skarpt regimente, men hans hjerte som hans pung stod stedse åben såvel for hans undergivne som hans venner, og opad til skyede han ikke at tage et ansvar eller frygtede for at lade sandheden komme frem til de højeste steder. Ved sådanne lejligheder lod hans medfødte hidsige og opbrusende temperament ham ikke altid veje sine ord, og mere end én gang har Frederik VI reskriberet Kollegiet, at Castonier skulle tildeles "en velfortjent belæring for upassende Skrivemaade"; men han mistede derfor ingen sinde kongens yndest og tillid, på hvilken der i 1834 blev givet ham et stort bevis, ved at prins Frederik af Danmark, senere Frederik VII, da underlagdes ham som kommandør for fynske regiment, hvis chefspost Castonier vedblev at beklæde. Han døde i Fredericia 20. maj 1838.
Han var 2 gange gift: Ca. 1792 ægtede han Elisabeth Augusta Christiane Bruun (3. november 1766 – 14. april 1829), en datter af justitsråd Johan Ludvig Bruun til Krogsgård, og 1830 i sit 69. år giftede han sig med den 62årige Frederikke Louise von Heinen, f. Dinesen (død 1832), der var en datter af justitsråd Anders Dinesen til Gyldenholm og enke efter 2. ægteskab med kammerherre Albert Christopher von Heinen (d. 1814) til Fraugdegård og Hollufgård.
Der findes et portrætmaleri fra 1827 af R.N. Nielsen (stik derefter af samme) i familieeje. Miniature 1832 af Christian Petersen ligeså.